# Airbus A220
Airbus A220 (do leta 2018 Bombardier CSeries, nadimek: Canada Airbus) je dvomotorno reaktivno potniško letalo regionalnega, kratkega do srednjega dosega s steklenim kokpitom z side-stickom z fly by wire dizajnom, ki ga proizvaja mednarodno podjetje Airbus. Letalo je bilo razvito v Kanadi. A220-300 je težak dobrih 70 ton z dosegom 6300 km in eno izmed redkih sodobnih potniških letal, ki so ga v celoti razvili v 21.stoletju in je zaradi tega grajeno bistveno bolj sodobno kot pa letala, ki so bila v osnovi dizajnirana pred 50 leti. A220-300 v zrak emitira 5,7 tonCO₂/h kar je 25% CO₂ manj kot primerljivo letalo A319ceo z 7,6 tonCO₂/h in 10% manj CO₂ kot letalo A319neo z 6,3 tonCO₂/h. Zaradi sodobnejšega dizajna, večje učinkovitosti, je A220 postal eno ključnih letal v regionalnem linijskem potniškem letalskem prometu za dekarbonizacijo letalskega prometa v evropski uniji v 2020ih in 2030ih. 
Velikost trga za tip letala A220 je ocenjena na 2000 do 4000 letal v 20 letih proizvodnje, v preteklosti je bilo v tem sektorju v uporabi dobrih 8000 letal (1800 Boeing 727, 1700 Embraer E-Jet, 1400 A319ceo, 1200 McDonnell Douglas MD-80, 900 DC-9, 900 CRJ700, 400 British Aerospace Avro RJ, 300 Sud Aviation Caravelle, 150 Boeing 717). Letala A220 zaradi velikega povpraševanja in geopolitičnega pomena tržišča sestavljajo na 2 lokacijah: Mirabel, Montreal, Kanada in Mobile city, Alabama, ZDA.
Program A220 se je začel leta 2008. Razvoj je naredilo kanadsko podjetje Bombardier Aerospace in naredilo prvih sedem letal leta 2016, leta 2018 je program kupil Airbus. Različice letala so A220-100 125-sedežnik in A220-300 150-sedežnik, Airbus in stranke so nakazale razvoj v smeri A220-500, ki pa še ni bil realiziran in cilja na 175 sedežev.  Kupci so nad letalom navdušeni in presega njihova pričakovanja, predvsem kar se tiče porabe goriva. 
Letalo konkurira podobno velikim Boeing 737-600, Boeing 737 MAX 7, Embraer E-jets, Airbus A319. Po konfiguraciji je najbolj podobno MD-87 in Boeing 717. A220 porabi 20% manj goriva od konkurence.  A220 odlikujejo širši sedeži na pram A320, širša okna, 20-25% manjša poraba goriva na pram konkurenčnim letalom.
| Parameter/ tip           | A220-300     | A319neo           | A319ceo              | B737 MAX7    |
| ------------------------ | ------------ | ----------------- | -------------------- | ------------ |
| Sedeži                   | 150          | 150               | 150                  | 153          |
| Največja hitrost MMO     | 0.82         | 0.82              | 0.82                 | 0.82         |
| MTOM                     | 70,9 t       | 75,5 t            | 75,5 t               | 90,0 t       |
| Max pristajalna teža     | 61,0 t       | 63,9 t            | 62,5 t               | 66,0 t       |
| OEW prazen               | 37 t         | 43 t              | 41 t                 | 45 t         |
| Dolžina                  | 38,7 m       | 33,84 m           | 33,84 m              | 35,56 m      |
| Rapon kril               | 35,1 m       | 34,10 m           | 34,10 m              | 35,92 m      |
| Višina                   | 11,5 m       | 11,76 m           | 11,76 m              | 12,29 m      |
| Pristajalna dolžina      | 1510 m       | 1480 m            | 1360 m               | 1500 m       |
| Vzletna dolžina          | 1900 m       | 2150 m            | 1850 m               | 2100 m       |
| Platfon leta             | FL410        | FL390             | FL390                | FL410        |
| Tlak kabine              | 6000 ft      | 7300 ft           | 8000 ft              | 8000 ft      |
| Poraba goriva            | 2.3 kg/km    | 2.4 kg/km         | 2.93 kg/km           | 2.51 kg/km   |
| Emitacija CO₂ na uro     | 5688 kgCO₂/h | 6320 kgCO₂/h      | 7584 kgCO₂/h         | 6636 kgCO₂/h |
| Izkustvena poraba goriva | 1800 kg/h    | 2000 kg/h         | 2400 kg/h            | 2100 kg/h    |
| Motorji                  | PW1500G      | CFM56-5, V2500-A5 | CFM LEAP-1A, PW1100G | CFM LEAP-1B  |
| Potisk motorjev          | 98-108,6 kN  | 98-120 kN         | 107 kN               | 119–130 kN   |

## Mejniki
- 13. julij 2008 začetek programa CSeries v Bombardier Aerospace
- 2011 prejeto 100 naročilo letala A220
- 16. september 2013 prvi polet letala CS100 v Mirabile Kanadi, kjer je tudi prva tovarna letal
- 27. februar 2015 prvi polet letala CS300
- decembra 2015 zaključen razvoj letala s skupnimi stroški $5.4 miljarde dolarjev
- 15. julij 2016 prvi komercialni let CS100 pri družbi Swiss Global Air Lines
- 14. december 2016 prvi konercialni let CS300 pri družbi AirBaltic
- 10. junij 2018 Airbus odkupi večinski del programa CSeries in ga preimenuje CS Serijo v Airbus A220
- december 2018 A220 družina pridobi EASA certifikat za CAT IIIB Autoland
- 2018 prejeto 500 naročilo letala A220
- januar 2019 A220 pridobi odobritev ETOPS 180
- 2020 dostavljeno 100 naročeno letalo letalskim družbam
- 2020 prvo sestavljeno letalo v ZDA v drugi novi tovarni za proizvodnjo letal A220 v ZDA, Mobile, Alabama
- 2023 Airbus prične razpravo o razširitvi družine na A220-500 na 175 potnikov zaradi pritiska Air France in Korea Air, ki bi radi kupili varianto A220 s kapaciteto vsaj 170 sedežev
- 2024 po koronska strategija prevetri letalski trg in velike družbe uporablhajo ali imajo naročene A220: Delta, Air France, ITA Airways, Air Canada, Qantas, JetBlue, Korea Air
- 2025 letalske družbe začnejo menjati tipe letal A318, A319, E190, B737-700 z A220-300

## Tehnične specifikacije (Airbus A220)
|                              | A220-100 | A220-300                                                                                     |
| ---------------------------- | --- | -------------------------------------------------------------------------------------------- |
| Posadka                      | 2 | 2                                                                                            |
| Kapaciteta potnikov          | 130 (max) 125 (1-razred, gosto) 110 (1-razred) 108 (2-razreda)                                                    | 160 (max) 150 (1-razred, gosto) 135 (1-razred) 130 (2-razreda)                               |
| Dolžina                      | 35,0 m (114,8 ft)                                                                                                 | 38,7 m (127 ft)                                                                              |
| Razpon kril                  | 35,1 m (115 ft)                                                                                                   | 35,1 m (115 ft)                                                                              |
| Površina kril                | 112,3 m2 | 112,3 m2                                                                                     |
| Višina                       | 11,5 m (38 ft) | 11,5 m (38 ft)                                                                               |
| Premer trupa                 | 3,7 m (12 ft) | 3,7 m (12 ft)                                                                                |
| Širina kabine                | 3,28 m (129 in)                                                                                                   | 3,28 m (129 in)                                                                              |
| Višina kabine                | 2,11 m (83 in) | 2,11 m (83 in)                                                                               |
| Dolžina kabine               | 23,7 m (78 ft) | 27,5 m (90 ft)                                                                               |
| Prostor za tovor             | 23,7 m3 | 31,6 m3                                                                                      |
| Maks. vzletna teža (MTOW)    | 63.1 t (139,000 lb)                                                                                               | 70.9 t (156,000 lb)                                                                          |
| Maks. tovor (skupno)         | 15.1 t (33,300 lb)                                                                                                | 18.7 t (41,200 lb)                                                                           |
| Gorivo                       | 21,918 L (5,790 US gal)                                                                                           | 21,918 L (5,790 US gal)                                                                      |
| Dolet                        | 3,600 nmi (6,700 km; 4,200 mi)                                                                                    | 3,400 nmi (6,300 km; 3,900 mi)                                                               |
| Maks. hitrost                | Mach 0,82 (870 km/h, 470 kn, 541 mph)                                                                             | Mach 0,82 (870 km/h, 470 kn, 541 mph)                                                        |
| Potovalna hitrost            | Mach 0,78 (828 km/h, 447 kn, 514 mph)                                                                             | Mach 0,78 (828 km/h, 447 kn, 514 mph)                                                        |
| Vzletna razdalja pri MTOW    | 1.463 m (4.800 ft)                                                                                                | 1.890 m (6.200 ft)                                                                           |
| Pristajalna razdalja pri MLW | 1.356 m (4.449 ft)                                                                                                | 1.494 m (4.902 ft)                                                                           |
| Največja višina letenja      | 41,000 ft (12,500 m)                                                                                              | 41,000 ft (12,500 m)                                                                         |
| Motorji                      | 2× Pratt & Whitney PW1500G                                                                                        | 2× Pratt & Whitney PW1500G                                                                   |
| Potisk motorjev              | PW1519G: 88 kN (20,000 lb) PW1521G: 98 kN (22,000 lb) PW1524G: 108.5 kN (24,400 lb) PW1525G: 108.5 kN (24,400 lb) | PW1521G-3: 98 kN (22,000 lb) PW1524G-3: 108.5 kN (24,400 lb) PW1525G-3: 108.5 kN (24,400 lb) |
| ICAO tip                     | BCS1 | BCS3                                                                                         |

Specifikacije za urbane operacije iz kratkih stez v središčih mest npr. London City ali Toronto City letališč
| Urbane Operacije             | Urbane Operacije       | Urbane Operacije       |
|                              | A220-100               | A220-300               |
| ---------------------------- | ---------------------- | ---------------------- |
| Maks. vzletna teža           | 53.060 kg (116.980 lb) | 58.967 kg (130.000 lb) |
| Maks. pristajaln teža        | 49.895 kg (110.000 lb) | 55.111 kg (121.499 lb) |
| Maks. tovor (samo tovor)     | 3.629 kg (8.001 lb)    | 4.853 kg (10.699 lb)   |
| Makjs, tovor (skupaj)        | 13.676 kg (30.150 lb)  | 16.284 kg (35.900 lb)  |
| Dolet                        | 3.148 km (1.700 nmi)   | 3.148 km (1.700 nmi)   |
| Vzletna razdalja pri MTOW    | 1.219 m (3.999 ft)     | 1.524 m (5.000 ft)     |
| Pristajalna razdalja pri MLW | 1.341 m (4.400 ft)     | 1.448 m (4.751 ft)     |

- Notes: Data are preliminary and may change.
- Sources: Bombardier Aerospace[3][4][5][6] and Pratt & Whitney[7]